# Oplevelsesværdikortlægning
Oplevelsesværdikortlægning er en planlægningsmetode til GIS-kortlægning af friluftsoplevelser eller rekreative oplevelsesmuligheder i det åbne land. Metoden har rødder i amerikanske og svenske metodiske tilgange med kategorisering af forskellige landskabelige oplevelser i separate klasser. Tilgangen muliggør en planmæssig forvaltning af et flersidigt friluftsliv, i form af synliggørelsen af et spektrum af friluftsoplevelser i landskabet.
Den danske kortlægning består af i alt syv forskellige tematiske kort, som hver især repræsenterer en oplevelsesdimension eller en oplevelsesklasse. De syv forskellige oplevelsesklasser spænder fra oplevelser med en vild og urørt naturkarakter til oplevelser som mere er præget af kultur, samvær og faciliteter. Der går således en natur-kultur gradient igennem de syv klasser.
Inden for hver klasse er der kortlagt lokaliteter eller områder som understøtter de pågældende oplevelsesmuligheder. F.eks. er oplevelsesklasse 2 ’skovfølelse’ kortlagt i form af større sammenhængende skove, specielt ældre løvskov med søjlehal karakter samt fravær af markante forstyrrelser så som trafikstøj mm. 
Teknisk er kortlægningen foretaget vha. GIS. Med undtagelse af nogle få kortlægningsparametre er kortlægningen fremkommet vha. sammenstilling og udtræk fra eksisterende data fra forskellige myndigheder, institutioner og organisationer. I metoden opbygges således en grundlæggende GIS-database med informationer om rekreative oplevelsesmuligheder i landskabet. GIS-kortlægningen skal derfor ikke kun opfattes som en traditionel ’papirkortlægning’, men som en GIS-database der skaber et bredt vidensgrundlag i for eksempel den kommunale planlægning af landskab, friluftsliv, turisme og rekreative interesser. 

## Læs mere
- Landskab som ressource – Regionale scenarier (Webside ikke længere tilgængelig)
- Kortlægning af urbanisering i landdistrikterne